# Richard Lumley (9e comte de Scarbrough)
Richard George Lumley, 9e comte de Scarbrough (7 mai 1813 - 5 décembre 1884) est un pair et soldat anglo-irlandais.

## Biographie
Il est né au Château de Tickhill, fils et héritier de Frederick Lumley-Saville (1788–1837), fils unique du cinquième fils de Richard Lumley-Saunderson (4e comte de Scarbrough). Sa mère, Charlotte Mary de la Poer Beresford, est la fille de l'évêque George Beresford, petit-fils de Marcus Beresford (1er comte de Tyrone).
Formé au Collège d'Eton, il entre dans l'armée en tant que cornette dans les hussards et se retire en 1837 en tant que lieutenant-colonel dans la cavalerie Yeoman du Yorkshire de l'Ouest. Après sa retraite, il entre en politique en tant que pair élu et siège à la Chambre des lords jusqu'à ce qu'il hérite des titres de famille en octobre 1856.
Le prédécesseur de Lumley, John Lumley-Savile (8e comte de Scarbrough), est décédé sans enfant. Lumley hérite du comté de Scarbrough et de la baronnie de Lumley bien qu'il ne soit que le cousin éloigné du huitième comte. Il hérite également de la vicomté de Waterford dans la pairie d'Irlande.
Il agrandit considérablement le siège familial de Sandbeck Park dans le Yorkshire, qui date du XVIIe siècle. En 1857, il engage William Burn pour rénover et améliorer la maison. En 1869, Benjamin Ferrey construit une chapelle privée pour le comte.
En 1878, le comte engage l'architecte James Whitton (en) pour concevoir et aménager un complexe de vacances sur son domaine à Skegness.

## Famille
En octobre 1846, il épouse Frederica Mary Adeliza Drummond, petite-fille de John Manners (5e duc de Rutland) et survit à Lumley, mourant en 1907 ,.
Ils ont trois fils et quatre filles. Ses quatre filles épousent des pairs:
- Algitha Frederica Mary (23 novembre 1847 - 22 juin 1919), mariée à William Orde-Powlett, 4e baron Bolton
- Ida Frances Annabella (née le 28 novembre 1848 - 22 août 1936), épouse George Bridgeman (4e comte de Bradford)
- Lyulph Richard Grandby William, vicomte Lumley (7 juin 1850 - 23 août 1868)
- Lilian Selina Elizabeth (20 octobre 1851 - 24 décembre 1943) épouse Lawrence Dundas (1er marquis de Zetland)
- Sibell Mary (25 mars 1855 - 4 février 1929); mariée: à Victor Grosvenor, comte Grosvenor (28 avril 1853 - 22 janvier 1884), avec qui elle a Hugh Grosvenor, 2e duc de Westminster ; en secondes noces à George Wyndham, Secrétaire en chef pour l'Irlande
- Aldred Lumley (10e comte de Scarbrough) (16 novembre 1857 - 4 mars 1945); marié à Cecilia Gardner
- Osbert Victor George Atheling (16 novembre 1857 - 14 décembre 1923), épouse Constance Ellinor Wilson-Patten, petite-fille de John Wilson-Patten (1er baron Winmarleigh) ; père de Roger Lumley (11e comte de Scarbrough)

Scarbrough est décédé à Sandbeck Park à l'âge de 71 ans et est remplacé par son fils aîné survivant.